# Archibald Thomas Waterman
Archibald Thomas Waterman, ou simplesmente Waterman (Londres, 6 de abril de 1886 – Melbourne, Austrália, 4 de março de 1969), antes incorretamente atribuido a Anderson Williams Waterman, foi um ex-futebolista inglês que jogou no Brasil no início do Século XX, e que atuava na posição de goleiro, defendendo o Fluminense.

## Carreira
O ex-goleiro foi um dos pioneiros do futebol no Brasil, brilhou com a camisa Fluminense no tetracampeonato carioca (1906-1909), considerado ídolo tricolor, foi eternizado no mural que os nomeia na sede do clube em Laranjeiras.
Nos quatro anos em que esteve nas Laranjeiras, Waterman formou com os zagueiros Victor Etchegaray e Walter Salmond, este último substituído em 1909 por Félix Frias, um trio final quase intransponível. Desde que estreou em agosto de 1906 com o Campeonato Carioca já em andamento, o contador inglês participou simplesmente de todos os jogos da campanha do tetracampeonato de 1906-1907-1908-1909. Uma façanha espetacular, que faz dele, junto com os irmãos Etchegaray, Félix Frias, Albert Buchan e Oswaldo Gomes os únicos a participar de pelo menos um jogo de cada campanha do tetracampeonato, sendo portanto também os únicos jogadores dessa geração que podem ser considerados legítimos tetracampeões cariocas.
O jornalista Mário Filho disse certa vez que Waterman foi o primeiro goleiro a fazer uso regular das mãos, numa época que os arqueiros estavam mais preocupados em rebater a bola, socá-la, esmurrá-la, dar munhecaços, do que tomar posse dela. Como se fosse uma ofensa imperdoável segurar ela com as mãos num jogo que por definição era para ser jogado com os pés. O movimento clássico ao defender um chute de curvar o corpo para frente, encolher a barriga e abraçar a bola como se estivesse embalando um bebê, teve em Waterman um dos seus primeiros propagadores. Seu jogo calmo e seguro sempre foi muito elogiado, mas nunca tanto como após um encontro entre as seleções do Rio e de São Paulo em agosto de 1907, quando a imprensa paulista curvou-se à sua atuação, dirigindo-lhe adjetivos dos mais variados como “incomparável” e “extraordinário”, só para citar alguns.

## Biografia
Não se sabe ao certo porque Archibald imigrou para o Brasil, mas ao desembarcar do vapor Magdalena da Mala Real Inglesa no porto do Rio de Janeiro em 19 de junho de 1906, aos 20 anos de idade, o jovem inglês trouxe consigo seu amor aos esportes, em especial ao críquete, atividade que praticaria por toda a vida. Seu ingresso no Fluminense, proposto por Luiz da Nóbrega Jr., em vez de no Paysandu ou no Rio Cricket, clubes da colônia inglesa, talvez encontre explicação no seu companheiro de time e conterrâneo, Walter Salmond. Colega de trabalho, supostamente na empresa C. H. Walker & Co. Ltd., que em 1903 havia ganho a concorrência das obras de melhoramentos do Porto do Rio de Janeiro, é possível que o zagueiro inglês o tenha indicado ao Fluminense.
Após conquistar quatro vezes seguidas o Campeonato Carioca (1906-1909), o segundo de forma invicta, Waterman viajou para seu país natal, onde casou-se com Florence Crowther, filha de um negociante de lã. Quatro dias depois o casal embarcava de volta ao Rio, terminando as especulações de que Waterman não mais defenderia o Fluminense. Mas 1910 não foi um bom ano para o Tricolor que viu sua hegemonia no futebol carioca chegar ao fim. Não mais capaz de competir em condições de igualdade com o Botafogo, cujos jogadores, em sua maioria adolescentes, tinham, ao contrário dos comerciários e bancários do Tricolor, as tardes livres para treinar. Era o fim de uma era. A geração vitoriosa de 1902 que criara o Fluminense, começava a dar lugar a uma geração mais nova, mas não menos talentosa, formada em sua maioria por estudantes universitários.  A última partida de Waterman pelo Fluminense foi em setembro de 1910, mas seu nome apareceria nos noticiários esportivos cariocas novamente em junho de 1911, participando de um festival esportivo no Rio Cricket, de Niterói.
Waterman deixou o Brasil em definitivo em 1912 com destino à sua Londres natal, onde se juntou a sua esposa e filha recém nascida. Durante a Primeira Guerra Mundial alistou-se na Marinha inglesa, onde exerceu a função de telegrafista, recebendo ao final do conflito uma medalha por seus serviços. Archibald Thomas Waterman faleceu em Melbourne, na Austrália, em 4 de março de 1969, aos 82 anos.

## Primeiro gol de goleiro
Um feito digno de nota do jovem inglês é que ele é até hoje, passados mais de 100 anos, o único goleiro da história do Fluminense a marcar um gol durante os 90 minutos de bola rolando. O lance ocorreu em 5 de julho de 1908 na goleada de 11 a 0 sobre o Riachuelo, válida pelo primeiro turno do Campeonato Carioca. A facilidade durante o jogo era tanta que o Fluminense se deu ao luxo de designar Waterman para cobrar um pênalti. O lance porém, foi censurado pelo “O Paiz”, que viu na atitude uma desconsideração com o time verde e branco, que segundo o jornal deveria em protesto ter se retirado de campo.

## Títulos
Fluminense
- Campeonato Carioca: 4 vezes (1906, 1907, 1908 e 1909).[3]